# Königskanzel Dornstetten

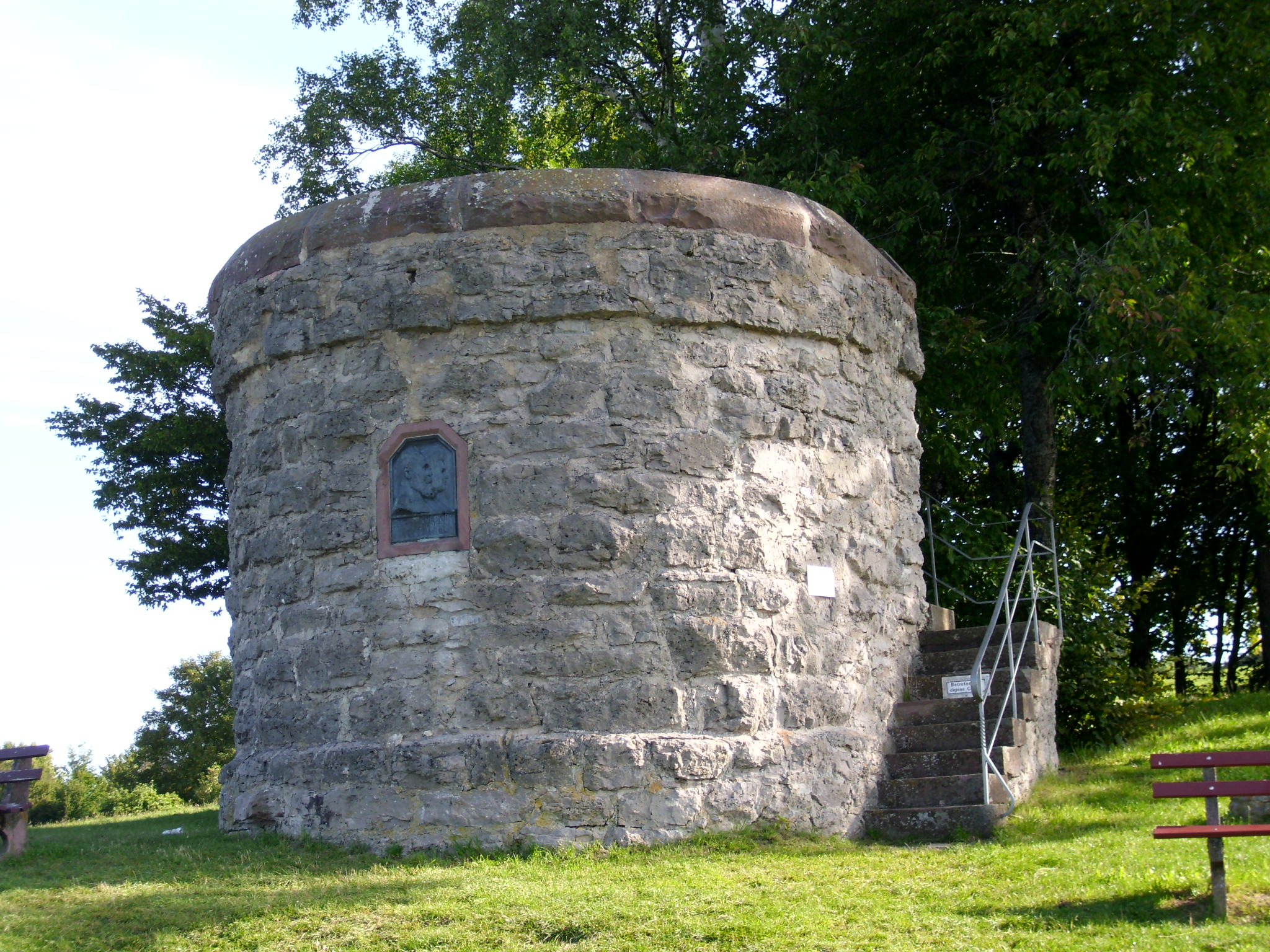
Aussichtsturm zwischen Dornstetten und Hallwangen, beim Campingplatz

Die Königskanzel ist ein zwischen Dornstetten und dem Ortsteil Hallwangen gelegener Aussichtsturm, der 1911 anlässlich der silbernen Hochzeit des württembergischen Königspaares erbaut wurde.

## Geschichte
Der letzte Herrscher des Königshauses Württemberg, Wilhelm II., hatte im Jahr 1886 die Prinzessin Charlotte zu Schaumburg-Lippe geheiratet. Wegen seiner liberalen und sozialen Einstellung war er im Volk sehr beliebt, die silberne Hochzeit 1911 wurde deshalb im ganzen Land gefeiert, und in Dornstetten baute man ihm und seiner Frau zu Ehren diesen Turm.

## Beschreibung

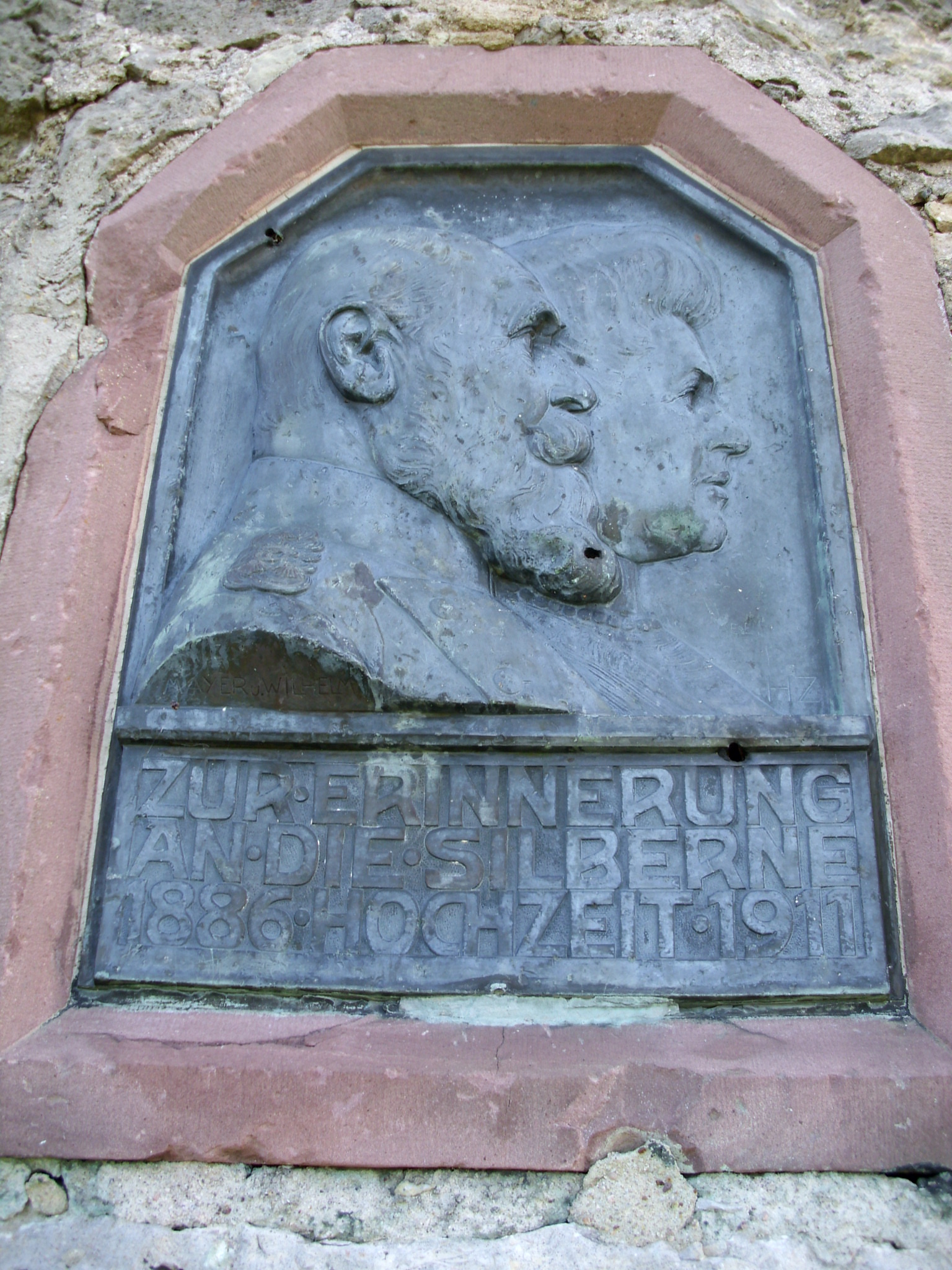
ZUR ERINNERUNG
AN DIE SILBERNE
1886 HOCHZEIT 1911

Der Turm hat einen U-förmigen Grundriss, er ist einschließlich Brüstung 460 cm hoch und 500 cm breit. Der Zugang erfolgt durch eine seitlich angebaute Treppe, einen Innenraum gibt es nicht (verfüllt, kein Zugang). Der Turm wird vom Schwarzwaldverein betreut.
Die Tafel an der Westseite des Turms trägt die Inschrift:
ZUR ERINNERUNG
AN DIE SILBERNE
1886 HOCHZEIT 1911